# Hymenostegia talbotii
Hymenostegia talbotii är en ärtväxtart som beskrevs av Baker f. Hymenostegia talbotii ingår i släktet Hymenostegia och familjen ärtväxter. IUCN kategoriserar arten globalt som akut hotad. Inga underarter finns listade i Catalogue of Life.